# Corpo

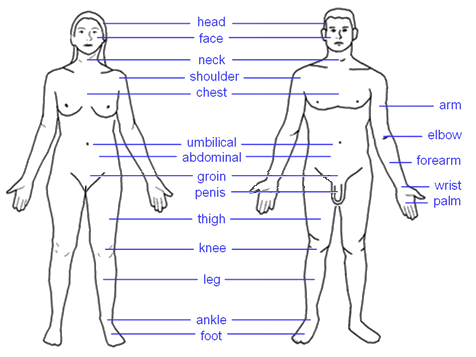
Diagramas do corpo humano.

Em anatomia, um corpo é o conjunto das várias partes que compõem um animal e , após sua morte, o corpo é considerado um cadáver. No ser humano o corpo, também chamado sôma (do grego transliterado sôma), é considerado como o organismo material, abstraído de suas funções psíquicas (donde provém o conceito de somatização de algumas doenças), e, em biologia, engloba o conjunto dos tecidos vivos que perpetuam a espécie e a mantém viva.

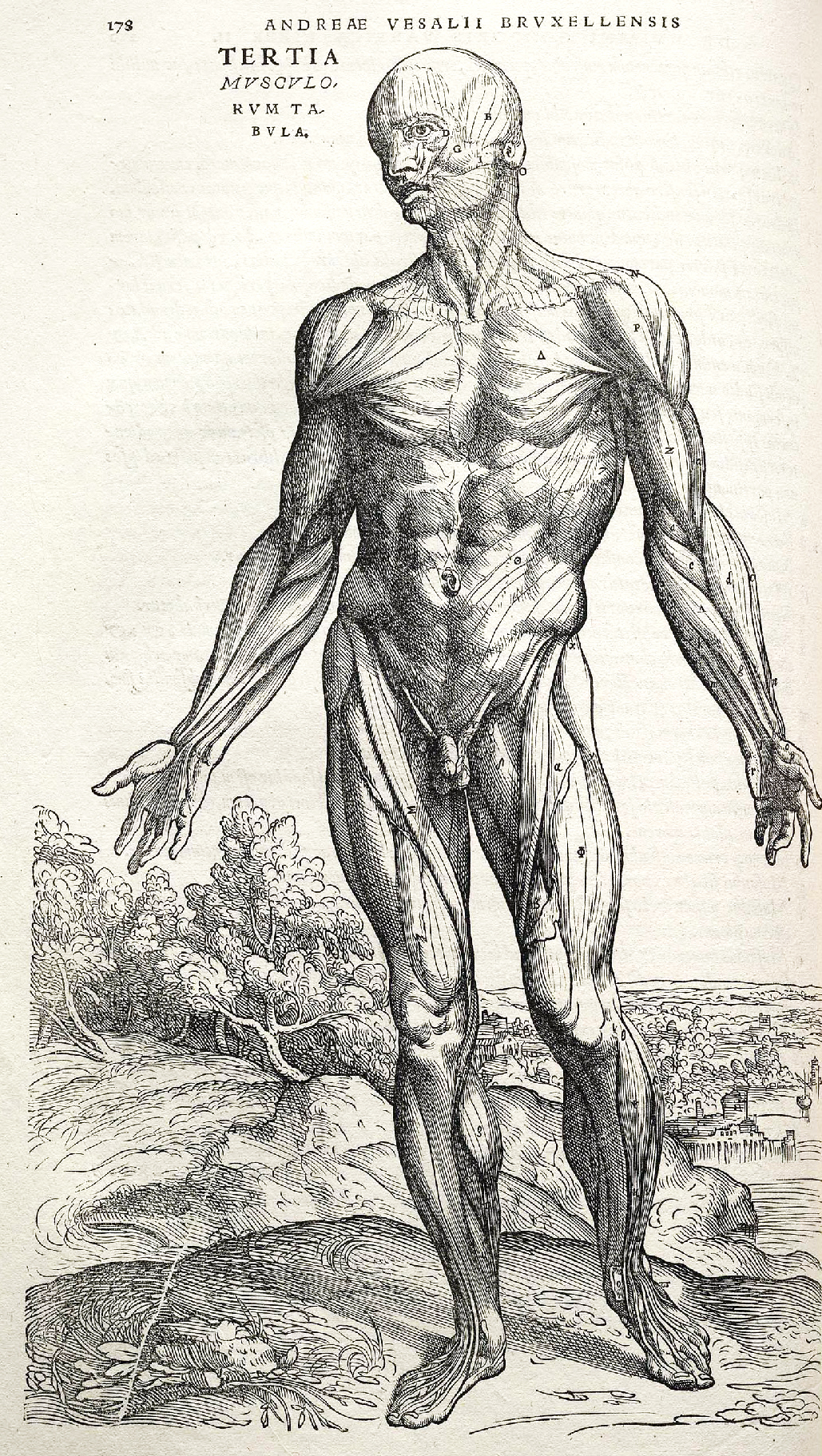
Uma das ilustrações de André Vesalius.

O corpo também tem sido estudado a partir de perspectivas típicas das ciências humanas. Nesse sentido, é possível falar em história do corpo, antropologia do corpo, filosofia do corpo e sociologia do corpo.
Nos insetos e outros artrópodes, o corpo é normalmente dividido em cabeça, tórax e abdómen.
Os termos equivalentes nas plantas são cormo para as plantas com órgãos diferenciados, ou talo para as restantes.
Também pode ser considerado uma porção limitada de matéria.